# Kabinett Tirard II

Pierre Tirard

Das zweite Kabinett Tirard  war eine Regierung der Dritten Französischen Republik. Es wurde am 23. Februar 1889 von Premierminister (Président du Conseil) Pierre Tirard gebildet und löste das Kabinett Floquet ab. Es blieb bis zum 14. März 1890 im Amt und wurde daraufhin vom Kabinett Freycinet IV abgelöst.
Im Kabinett waren die Union des gauches (UG), die Union démocratique (UD), die Gauche républicaine (GReps), die Gauche radicale (GR), die Républicains modérés (RM) und die Extrême gauche (EG) vertreten.

## Kabinett
Dem Kabinett gehörten folgende Minister an:
- Premierminister: Pierre Tirard (GReps)
- Minister für Handel: Pierre Tirard
- Außenminister: Eugène Spuller (UD)
- Justiz und Religion: François Thévenet (UG)
- Innenminister: Ernest Constans (UG)
  - ab 2. März 1890: Léon Bourgeois (GR)
- Kriegsminister: Charles de Freycinet (GReps)
- Marine- und Kolonialminister: Benjamin Jaurès (RM)
  - ab 21. März 1889: Jules François Émile Krantz
  - ab 10. November 1889: Édouard Barbey (GReps)
- Finanzen: Maurice Rouvier (UG)
- Minister für öffentlichen Unterricht: Armand Fallières (UD)
- Landwirtschaftsminister: Léopold Faye (UD)
- Minister für öffentliche Arbeiten und Sozialversicherung: Yves Guyot (EG)

### Unterstaatssekretäre
Dem Kabinett gehörten folgende Sous-secrétaires d’État an:
- Kolonialministerium (ab 5. April 1888): Eugène Étienne (UD)

## Historische Einordnung

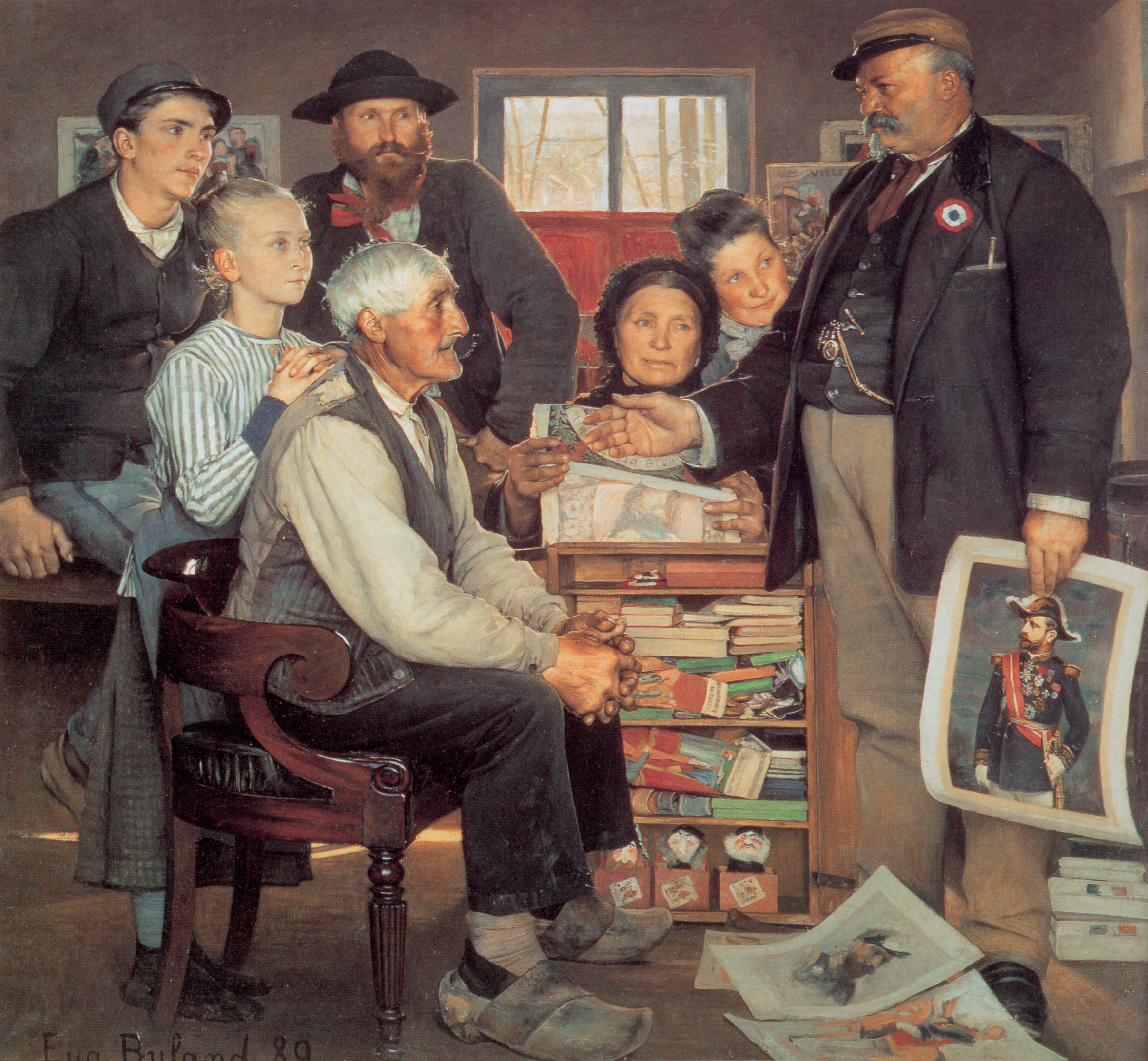
Propagande, Öl auf Leinwand von Jean-Eugène Buland, 1889 (Porträt von General Boulanger unter einer Bauernfamilie)

Noch während der Amtszeit Charles Floquets hatte der Boulangismus seinen Höhepunkt erreicht (27. Januar 1889). Danach befand er sich politisch auf dem Rückzug, da Georges Boulanger die Gelegenheit verpasst hatte, außerparlamentarisch nach der Macht zu greifen. Boulanger setzte auf die Parlamentswahlen vom Herbst 1889, bei denen seine Bewegung mit 206 von 576 Sitzen zwar stark abschnitt, dennoch deutlich hinter den von Pierre Tirard geführten Regierungsparteien mit 353 Sitzen zurückblieb.
Tirard nutzte die Schwäche Boulangers, um die Bewegung zu zerschlagen. Bereits kurz nach seinem Amtsantritt löste er Paul Déroulèdes Ligue des Patriotes auf (sie sollte während der Dreyfus-Affäre wieder auferstehen) und ließ die Anführer juristisch verfolgen. Boulanger selbst floh am 1. April nach Brüssel. Am 20. August 1889 wurde er zu Haft und Deportation verurteilt. Mit dem Gesetz vom 17. Juli 1889 ließ die Regierung Mehrfachkandidaturen verbieten, was populistische Bewegungen wie den Boulangismus in ihren Möglichkeiten einschränkte.
Die Regierung verabschiedete das Gesetz vom 26. Juni 1889 über die französische Staatsbürgerschaft (Loi du 26 juin 1889 sur la nationalité). Damit kehrte Frankreich zum Geburtsortsprinzip zurück. Mit dem Loi Freycinet vom 15. Juli 1889 wurde die Dauer des Militärdienstes auf drei Jahre festgelegt und Ausnahmen wurden reduziert.
Mit dem  Cadot-Urteil vom 13. Dezember 1889 wurde die Praxis des ministre-juge beendet.

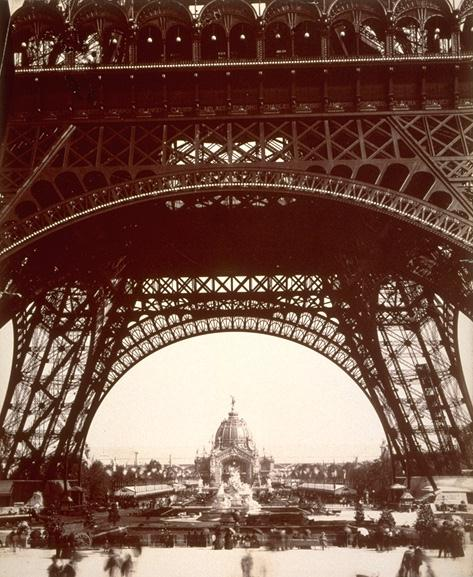
Eiffelturm 1889

Am 20. Juli 1889 wurde in Paris die Zweite Internationale der Arbeiterbewegung gegründet. Am 10. Mai 1889 wurde in Paris während der Weltausstellung der Eiffelturm eröffnet.
Nachdem er in einer Zoll-Frage vom Senat überstimmt worden war, trat Tirard zurück.